# Кара-Куль
Кара-Куль (кирг. Каракөл) — місто в Джалал-Абадській області, Киргизстан.
Населення (2009) — 18,9 тис. осіб.

## Географія
Розташоване поблизу впадання річки Карасу в річку Нарин, на автодорозі Бішкек — Ош.
До складу міськради (кенешу) Кара-Куля також входять смт Кетмен-Тебе і село Жази-Кечу.

## Історія
Місто засноване 16 червня 1962 року як поселення гідробудівників найбільшого в Середній Азії гідровузла Токтогульської ГЕС. Указом Президії Верховної Ради Киргизької РСР від 7 січня 1977 року було надано статус міста обласного підпорядкування. У перекладі з киргизької означає «чорне озеро» («кара» — чорний, «куль» — озеро).